# Neocryptopteryx orientalis
Neocryptopteryx orientalis är en stekelart som beskrevs av Blanchard 1947. Neocryptopteryx orientalis ingår i släktet Neocryptopteryx och familjen brokparasitsteklar. Inga underarter finns listade i Catalogue of Life.